# Chad Green (baseball)
Pour l’article homonyme, voir Chad Green.
Chad Keith Green (né le 24 mai 1991 à Greenville, Caroline du Sud, États-Unis) est un lanceur droitier de la Ligue majeure de baseball.

## Carrière
Chad Green est une première fois repêché en 2010 au 37e tour de sélection par les Blue Jays de Toronto mais il ignore l'offre pour plutôt rejoindre les Cardinals de l'université de Louisville, et il signe son premier contrat professionnel avec les Tigers de Détroit, qui le réclament en 11e ronde du repêchage amateur de 2013.
Encore joueur des ligues mineures, Green est avec le lanceur droitier Luis Cessa échangé des Tigers aux Yankees de New York le 9 décembre 2015, en retour du lanceur gaucher Justin Wilson.
Green fait ses débuts dans le baseball majeur avec les Yankees le 16 mai 2016. Il s'impose comme lanceur de relève avec New York en 2017 avec une moyenne de points mérités d'à peine 1,83 et un impressionnant total de 103 retraits sur des prises en 69 manches lancées.